# 国立民族楽器博物館

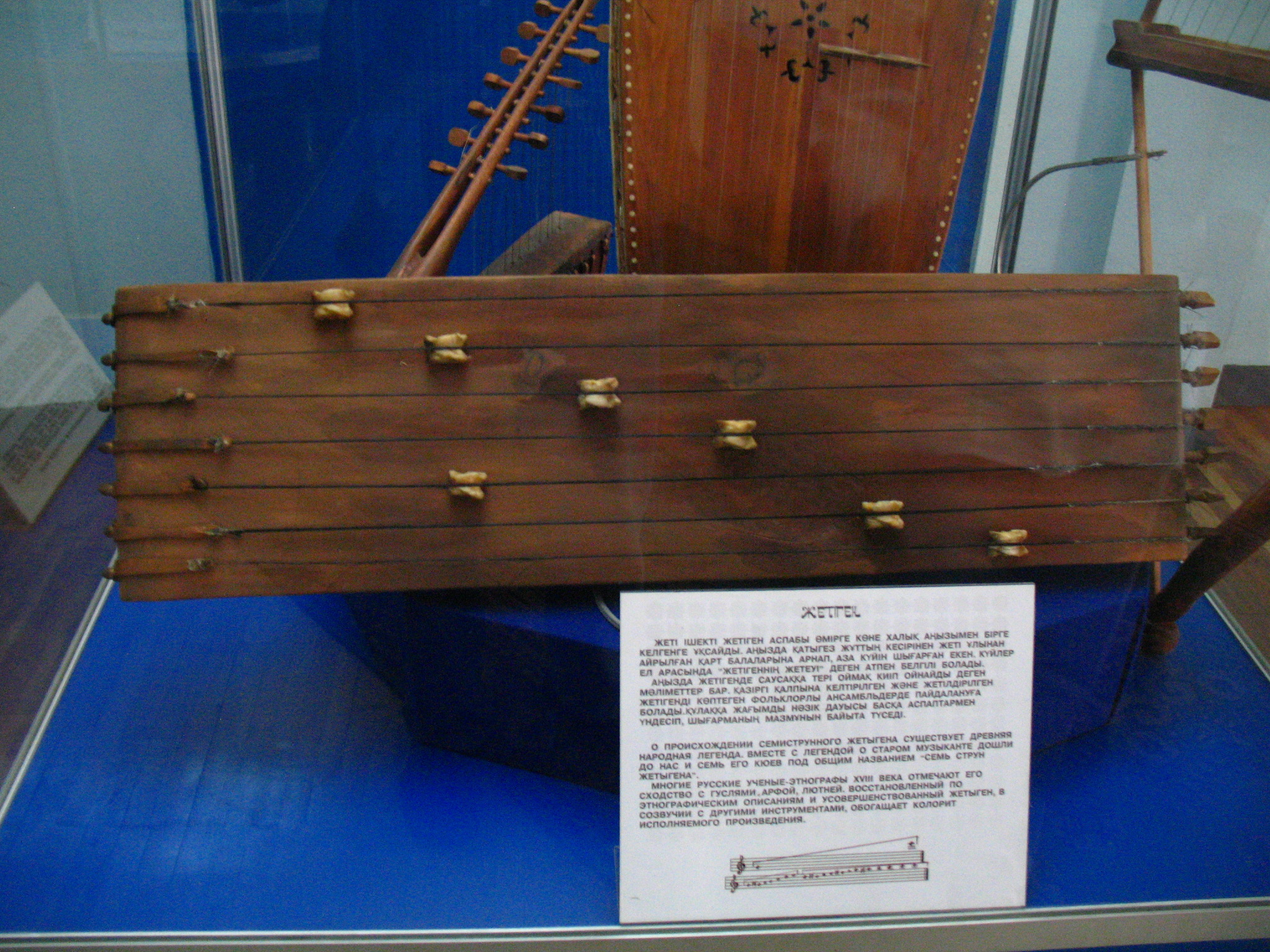
博物館に展示されているジェティゲン

国立民族楽器博物館（こくりつみんぞくがっきはくぶつかん、英語: The State Museum of National Musical Instruments、ロシア語: Музей народных музыкальных инструментов、カザフ語：Халық музыкалық аспаптары музейі）はカザフスタンのアルマトイ（アルマティ）にある、民族楽器に関する博物館である。正式名称には、19世紀のコブズ奏者ウフラス(Ықылас Дүкенұлы)の名が冠されている。

## 概要
国立民族楽器博物館は1980年に設立された。国立民族楽器博物館は1908年にアンドレイ・ゼンコフにより建設された木造建築物の中に位置しており、この建物は釘が一切使用されていない建築物である。また、この建物は1911年にアルマトイを襲った地震後も残っている数少ない建物の一つであり、博物館になる以前は軍人による会議が行われる場所として利用されていた。
国立民族楽器博物館はドンブラ、コブズ、ダングラ（даңғыра）、ケプシク（Кепшік）、スルドゥルマク（сылдырмақ）などカザフスタンの各地方の民族楽器を展示している他、独立国家共同体（CIS諸国）やウイグル人、ドンガン人などの周辺地域の民族が使用する民族楽器、その他世界中の国の楽器を展示している。

## 開館時間
開館時間は午前9時から午後7時まで、休館日は月曜日となっている。

## 料金
- 子供 50テンゲ
- 学生 100テンゲ
- 大人 150テンゲ

## 交通アクセス
アルマトイの中心地域にあり、アルマトイ駅からはタクシーで約5分。すぐそばには昇天大聖堂や軍事史博物館がある。
隣接する土地には2013年まで在アルマトイ日本国出張駐在官事務所が存在していたが、2014年1月1日よりアスタナにある大使館との業務統合に伴い閉鎖になっている。